# Geórgia nos Jogos Olímpicos de Inverno de 1998
A Geórgia competiu nos Jogos Olímpicos de Inverno de 1998, realizados em Nagano, Japão.